# Sound & Recording
Sound & Recording ist eine 2006 gegründete Musik-Fachzeitschrift, die monatlich im MM-Musik-Media-Verlag in der Zweigniederlassung Köln erscheint und über Themen der Musikkomposition und -bearbeitung berichtet.
In mehreren Rubriken gibt das Magazin einen Überblick über relevante Aspekte der Recording-Welt: Hintergrundberichte zu großen Musikproduktionen, Interviews mit bekannten Produzenten, Tests von neuem Gerät und neuer Software sowie Tipps und Tricks rund um moderne Musikproduktion. Das Fachmagazin richtet sich dabei an Amateur-Musiker und Recording-Profis. Es ist auch über eine App abonnierbar, die in jeder Ausgabe mit zahlreichen Musikbeispielen aufwartet.
Die Zeitschrift entstand 2006 im Rahmen eines Umbaus des Verlags, zu dem auch der Production Partner gehörte. Der Einbruch der Werbeeinnahmen in der gesamten Branche machte eine stärkere Fokussierung nötig.
Chefredakteur von Sound & Recording seit der Gründung im März 2006 war Jörg Sunderkötter, seit 2016 ist Marc Bohn sein Nachfolger.